# يوسوكي ماروهاشي
يوسوكي ماروهاشي (باليابانية: 丸橋 祐介) (2 سبتمبر 1990 في أوساكا في اليابان - )؛ هو لاعب كرة قدم ياباني سابق كان يلعب كمدافع.

## وصلات خارجية
- يوسوكي ماروهاشي على موقع رابطة كرة القدم اليابانية للمحترفين (اليابانية)
- يوسوكي ماروهاشي على موقع إي إس بي إن إف سي (الإنجليزية)
- يوسوكي ماروهاشي على موقع قاعدة بيانات كرة القدم.إي يو (الإنجليزية)
- يوسوكي ماروهاشي على موقع Soccerbase.com (لاعب) (الإنجليزية)
- يوسوكي ماروهاشي على موقع Soccerway.com (الإنجليزية)
- يوسوكي ماروهاشي على موقع عالم كرة القدم.نت (الإنجليزية)
- يوسوكي ماروهاشي على موقع كووورة